# Risdiplam
Risdiplam (Handelsname Evrysdi, Hersteller Roche) ist ein Arzneistoff zur Behandlung der spinalen Muskelatrophie (SMA). Der Wirkstoff löst ein alternatives Spleißen der Prä-mRNA des Survival of Motor Neuron 2-(SMN2-)Gens aus, um ein dem SMN1-Genprodukt ähnliches Protein zu bilden.

## Chemische Struktur
Risdiplam ist ein Pyrimidin-Derivat.

## Verabreichung
Risdiplam wird als Pulver zur Herstellung einer Lösung zum Einnehmen in Verkehr gebracht. Dieses muss vor der Abgabe von medizinischem Fachpersonal (z. B. Apotheker) rekonstituiert werden. Risdiplam wird einmal täglich, etwa zur gleichen Uhrzeit, nach einer Mahlzeit mittels Applikationsspritze für Zubereitungen zum Einnehmen eingenommen. Bei Säuglingen, die gestillt werden, sollte Risdiplam nach dem Stillen angewendet werden, aber nicht mit Milch oder Formulamilch gemischt werden.

## Pharmakodynamik
Risdiplam führt bei SMA-Typen zu einem Anstieg des SMN-Proteins im Blut innerhalb von 4 Wochen nach Behandlungsbeginn.

## Pharmakokinetik
Nach Anwendung von Risdiplam in Form einer Lösung zum Einnehmen wird es im nüchternen Zustand schnell resorbiert, wobei die höchste Plasmakonzentration nach 1 bis 4 Stunden erreicht wird. Durch Überwinden der Blut-Hirn-Schranke wird es gleichmäßig in allen Körperteilen verteilt, einschließlich des Zentralnervensystems (ZNS) und führt somit zu erhöhten SMN-Protein-Spiegeln im ZNS und im gesamten Körper. Die Konzentration von Risdiplam im Plasma und von SMN-Protein im Blut spiegelt die Verteilung von Risdiplam und dessen pharmakodynamische Wirkungen in Geweben wie dem Gehirn und den Muskeln wider. Risdiplam bindet überwiegend an Serumalbumin, nicht dagegen an saures Alpha-1-Glykoprotein. Risdiplam wird hauptsächlich von FMO1 und FMO3 sowie auch von CYP 1A1, 2J2, 3A4 und 3A7 metabolisiert. Die effektive Halbwertszeit bei SMA-Patienten beträgt etwa 50 Stunden. Etwa 53 % der Dosis (14 % unverändertes Risdiplam) werden über den Stuhl und 28 % (8 % unverändertes Risdiplam) über den Urin ausgeschieden.

## Unerwünschte Wirkungen
Bei Patienten mit infantiler SMA sind die Nebenwirkungen, die in klinischen Studien mit Risdiplam am häufigsten beobachtet wurden, Pyrexie, Ausschlag und Diarrhö.
Bei Patienten mit später einsetzender SMA wurden am häufigsten Pyrexie, Kopfschmerzen, Diarrhö und Ausschlag beobachtet.

## Indikationen
Risdiplam wird angewendet zur Behandlung der 5q-assoziierten spinalen Muskelatrophie (SMA) bei Patienten ab einem Alter von 2 Monaten, mit einer klinisch diagnostizierten Typ-1-, Typ-2- oder Typ-3-SMA oder mit einer bis vier Kopien des SMN2-Gens.

## Intoxikationen
Es gibt kein bekanntes Antidot. Im Falle einer Überdosierung muss der Patient engmaschig überwacht und es müssen unterstützende Maßnahmen eingeleitet werden.

## Handelsnamen
Evrysdi (D, A, CH, USA, CA, J)